# Université de l'Algarve
L'Université de l'Algarve (en portugais : Universidade do Algarve) est une université portugaise dont le siège est à Faro et à Portimão dans la région de l'Algarve.

## Historique
Fondée le 16 janvier 1979, l'université de l'Algarve résulte de l'union de deux institutions préexistantes, l'université de l'Algarve et l'institut polytechnique de Faro, ce qui rend cette université différente des autres de par son système ambivalent.

## Facultés
L'université comporte 8 facultés partagées en 4 campus. 
- Faculté de l'Éducation et Communication (ESEC)
- Faculté de Management, Hospitalité et Tourisme (ESGHT)
- Faculté de Santé (ESS)
- Faculté d'Ingénierie (ISE)
- Faculté des Sciences humaines et sociales (FCHS)
- Faculté des Sciences et Technologie (FCT)
- Faculté d'Économie
- Faculté des Sciences biomédicales et médicinales (DCBM)

## Classement
Selon le Times Higher Education en 2018, l'UAlg occupe la 601-800e place parmi les meilleures universités internationales et la sixième place au Portugal.

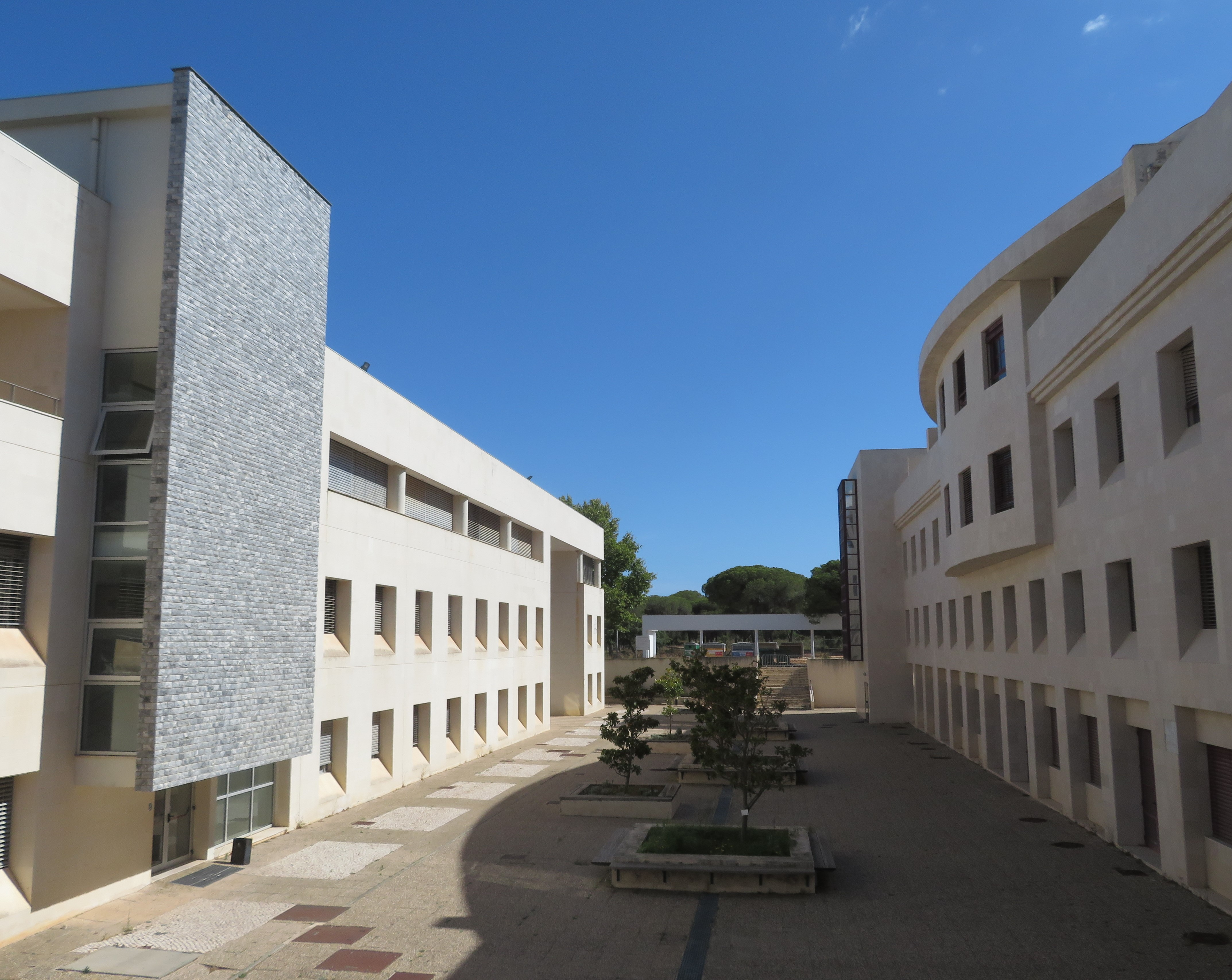
Campus de Gambelas
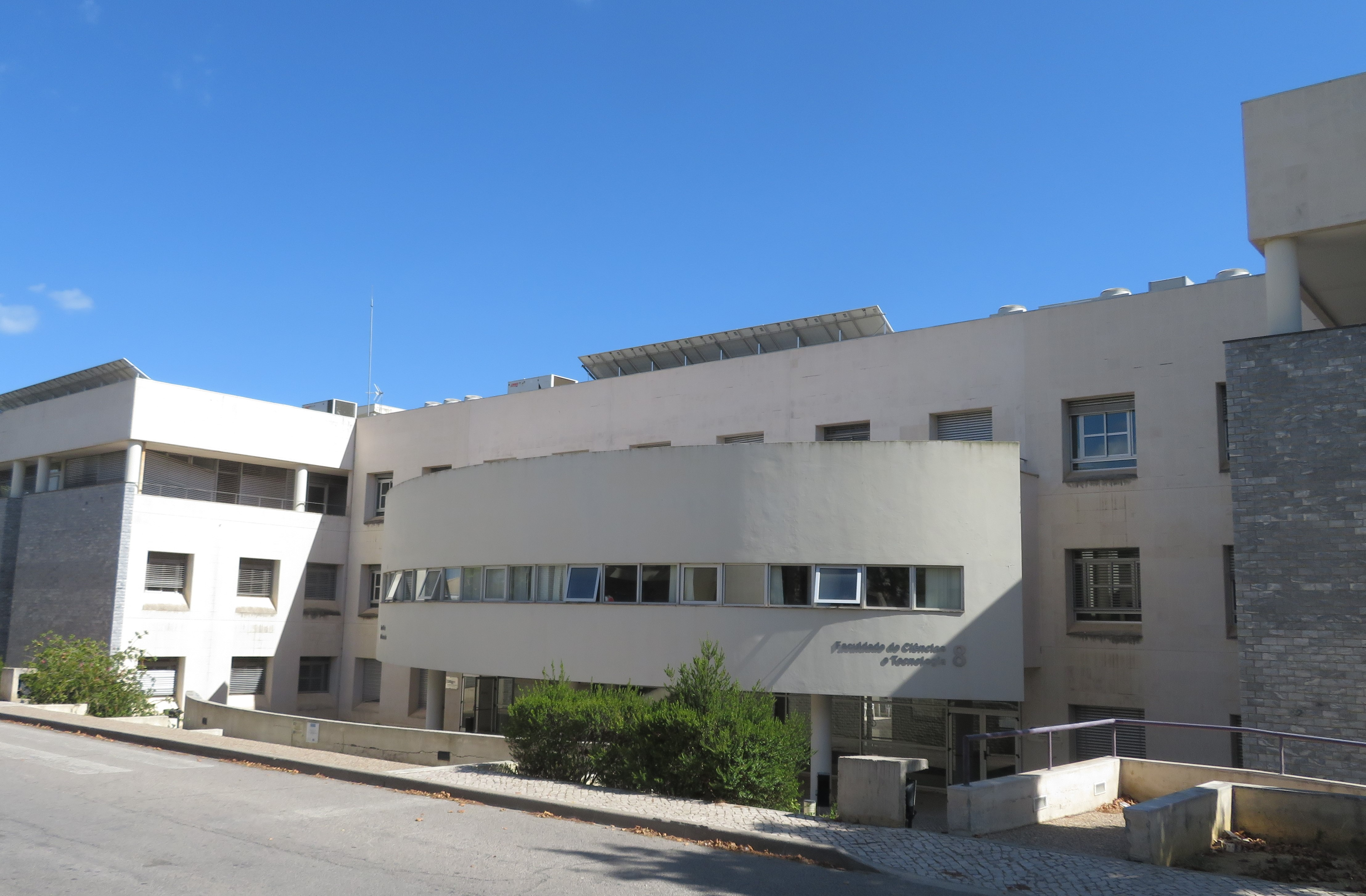
Campus de Gambelas
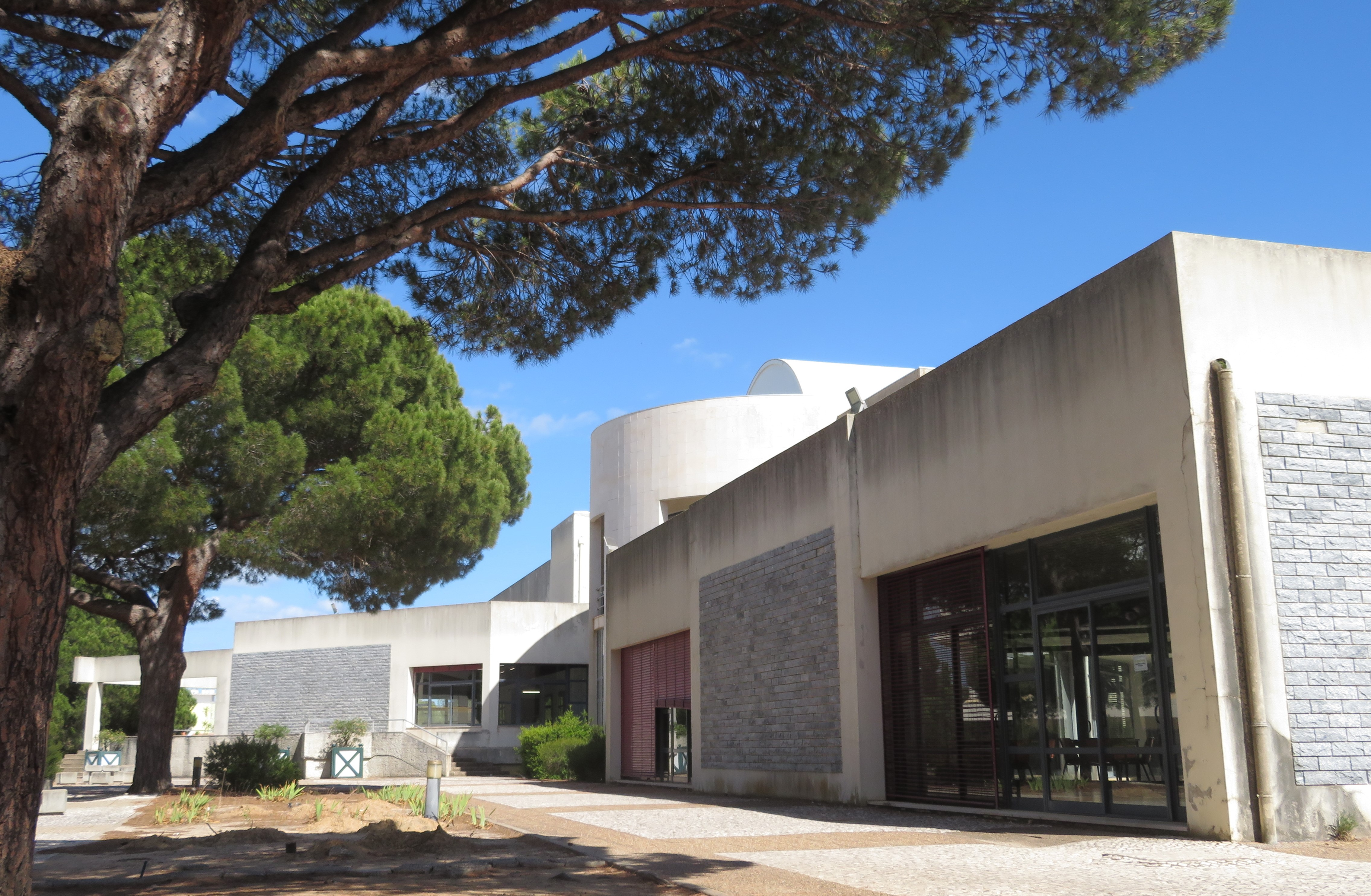
Campus de Gambelas